# Armejskij rukopašnyj boj

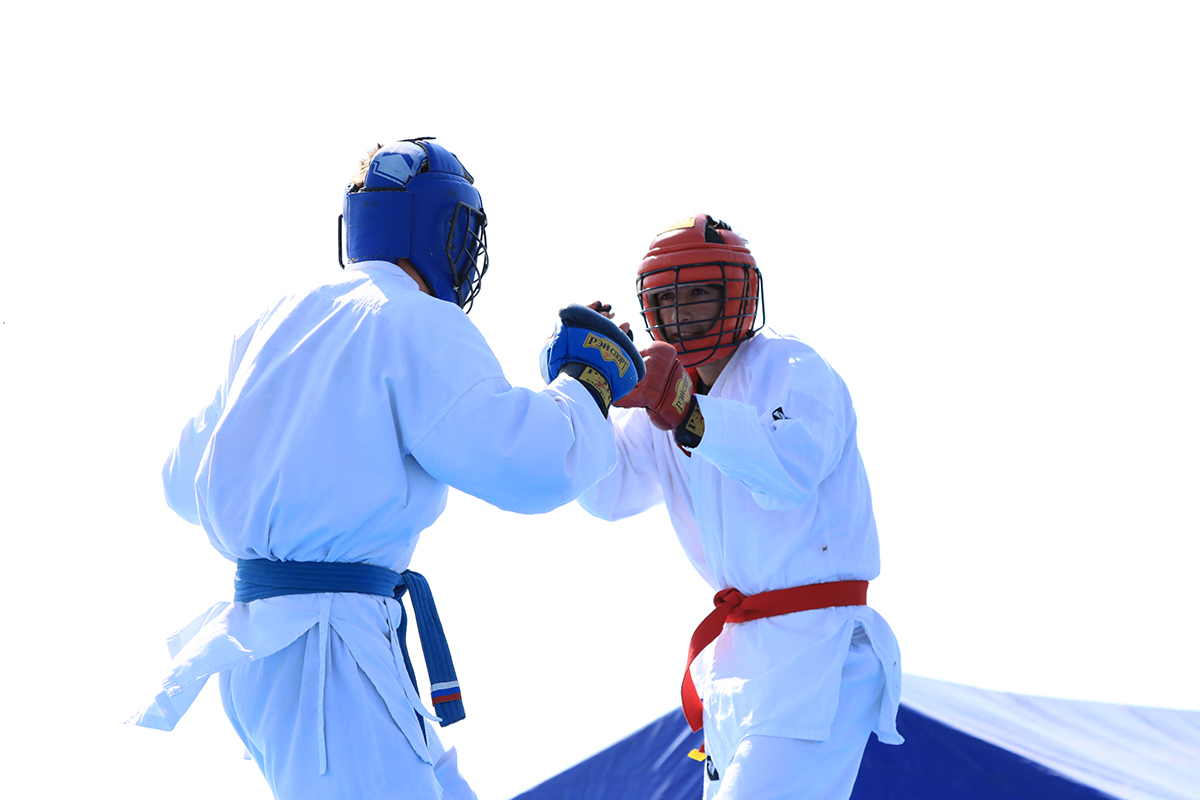
Concorsi di corpo a corpo dell'esercito al concorso internazionale "Eccellenti studenti di intelligence militare". 3 settembre 2020

L'ARB (in russo Армейский рукопашный бой?, Armejskij rukopašnyj boj, lett. "combattimento a mani nude per l'esercito") è un'arte marziale di origine russa nata nel 1979 dalla commistione di vari elementi e tecniche di altre arti marziali e concepita come tecnica individuale di combattimento corpo a corpo per l'esercito sovietico.
In tempi recenti ha raggiunto vette di popolarità mai esplorate prima a causa della sua diffusione come tecnica full contact recante un bassissimo rischio di traumi per i praticanti a fronte di una notevole efficacia in situazioni pratiche.